# (323137) 2003 BM80
282P/2003 BM80, malo tijelo Sunčevog sustava. 
Oznake je (323137) 2003 BM80, te provizorne oznake 2003 BM80 i kometne oznake 282P. Po vrsti je asteroid i komet iz vanjskih područja Glavnog asteroidnog pojasa. Približno je 4 kilometra u promjeru. Otkrili su ga 31. siječnja 2003. astronomi iz programa LONEOS vođena na postaji Anderson Mesa blizu Flagstaffa u Arizoni, SAD.
Tisserandov parametar ovom kometu Glavnog asteroidnog pojasa je 2,99. (323137) 2003 BM80 kruži oko Sunca u vanjskom asteroidnom pojasu na udaljenosti od 3,4 do 5,1 AJ jednom u svakih 8 godina i 9 mjeseca (3 199 dana; velika poluos 4,25 AJ). Orbitni ekscentricitet je 0,19 i nagib orbite je 6 ° prema ekliptici.
Luk promatranja počeo je s predotkrićem u programu NEAT prosinca 2001., više od godine prije službena otkrića na Anderson Mesi.
Bazirano na konverziji magnitude u promjer, 2003 BM80 je promjera oko 4,4 km, uz apsolutnu magnitudu od 15,3 i procijenjeni albedo 0,07, svojstven tamnim kometolikim objektima.
Do 2018., nije pronađena svjetosna krivulja iz fotometričkih promatranja. Još su nepoznati ophodno razbodlje, oblik i os vrtnje.
Centar malih planeta Međunarodne astronomske unije 12. listopada 2011. dodijelio brojčanu oznaku 6. travnja 2012. godine.

## Vanjske poveznice
- (eng.) AstDyS-2, Asteroids—Dynamic Site
- (eng.) Asteroid Lightcurve Database (LCDB)
- (eng.) Dictionary of Minor Planet Names, Google books